# کالمارسا
کالمارسا (به اسپانیایی: Calmarza) یک دهستان در اسپانیا است که در استان ساراگوسا واقع شده‌است. کالمارسا ۲۸ کیلومتر مربع مساحت و ۸۲ نفر جمعیت دارد.